# Le Soft international
Le Soft international est un quotidien congolais en langue française édité par le groupe Finpress Group Afrimages et distribué à Kinshasa, Bruxelles et Paris.
Son édition sur Internet se nomme Le Soft Online.